# 暢遊廣東144小時
《畅游广东144小时》（英语：144 Hours Journey-Visa Free to Guangdong）是香港亚洲电视在2013年制作的旅游节目，由广东省旅游局冠名赞助。
隨著亞洲電視免費電視牌照於2016年4月1日晚上11時59分屆滿後終止廣播，該節目的第一集和第二集的剪輯版（粵英雙聲道）是亞洲電視國際台在停播前最後一個播出的節目，且仅播出約5分钟。

## 每集记录
| 集數 | 主題     | 地方             |
| ---- | -------- | ---------------- |
| 01   | 南海边上 | 广州、阳江       |
| 02   | 岭南名城 | 佛山、中山       |
| 03   | 双城记   | 珠海、东莞       |
| 04   | 粤山粤水 | 韶关、河源、梅州 |